# Led Zeppelin North American Tour 1972
Led Zeppelin North American Tour 1972 – siódma amerykańska trasa koncertowa Led Zeppelin, która odbyła się w 1972 r. Poprzedziły ją dwa koncerty w Europie „na rozgrzewkę”.

## Program koncertów
1. „LA Drone” (Page, Jones) (tylko 25 czerwca)
2. „Immigrant Song” (Page, Plant)
3. „Heartbreaker” (Bonham, Page, Plant)
4. „Celebration Day” (Page, Plant, Jones) (27 maja i 9 czerwca)
5. „Black Dog” (Page, Plant, Jones)
6. „Over the Hills and Far Away” (Page, Plant) (19, 25, 27 i 28 czerwca)
7. „Since I've Been Loving You” (Page, Plant, Jones)
8. „Stairway To Heaven” (Page, Plant)
9. „Going To California” (Page, Plant)
10. „Black Country Woman” (Page, Plant) (tylko 19 czerwca)
11. „That's the Way” (Page, Plant)
12. „Tangerine” (Page)
13. „Bron Y-Aur Stomp” (Page, Plant, Jones)
14. „Dazed and Confused” (Page)
15. „What Is And What Should Never Be” (Page, Plant)
16. „Dancing Days” (Page, Plant) (19, 25, 27 i 28 czerwca)
17. „Moby Dick” (Bonham)
18. „Whole Lotta Love” (Bonham, Dixon, Jones, Page, Plant)

Bisy:
1. „Rock and Roll” (Page, Plant, Jones, Bonham)
2. „Thank You” (Page, Plant)
3. „The Ocean” (Bonham, Jones, Page, Plant)
4. „Communication Breakdown” (Bonham, Jones, Page)
5. „Bring It On Home” (Dixon, Page, Plant)
6. „Money (That's What I Want)” (Bradford, Gordie) (tylko 19 czerwca)

## Lista koncertów

### „Europejska rozgrzewka”
1. 27 maja 1972 – Amsterdam, Holandia – Oude Rai
2. 28 maja 1972 – Bruksela, Belgia – Vorst Nationaal

### Ameryka Północna
1. 6 czerwca 1972 – Detroit, Michigan, USA – Cobo Hall
2. 7 czerwca 1972 – Montreal, Quebec, Kanada – Montreal Forum
3. 8 czerwca 1972 – Boston, Massachusetts, USA - Boston Garden
4. 9 czerwca 1972 – Charlotte, Karolina Północna, USA - Charlotte Coliseum
5. 10 czerwca 1972 – Buffalo, Nowy Jork - Buffalo Memorial Auditorium
6. 11 czerwca 1972 – Baltimore, Maryland, USA - Baltimore Civic Center
7. 13 czerwca 1972 – Filadelfia, Pensylwania, USA - The Spectrum
8. 14 czerwca 1972 – Uniondale, Nowy Jork, USA - Nassau Veterans Memorial Coliseum
9. 15 czerwca 1972 – Uniondale, Nowy Jork, USA - Nassau Veterans Memorial Coliseum
10. 17 czerwca 1972 – Portland, Oregon, USA - Memorial Coliseum
11. 18 czerwca 1972 – Seattle, Waszyngton, USA - Seattle Center Coliseum
12. 19 czerwca 1972 – Seattle, Waszyngton, USA - Seattle Center Coliseum
13. 21 czerwca 1972 – Denver, Kolorado, USA - Denver Coliseum
14. 22 czerwca 1972 – San Bernardino, Kalifornia, USA - Swing Auditorium
15. 23 czerwca 1972 – San Diego, Kalifornia, USA - San Diego Sports Arena
16. 25 czerwca 1972 – Inglewood, Kalifornia, USA - Kia Forum
17. 27 czerwca 1972 – Long Beach, Kalifornia, USA - Long Beach Arena
18. 28 czerwca 1972 – Tucson, Arizona, USA - Tucson Community Center